# Der Ausreißer (Film)
Der Ausreißer ist ein deutscher Kurzfilm aus dem Jahr 2004. Regie führte die Regisseurin Ulrike Grote. Der Film war eine Arbeit im Rahmen ihres Filmstudiums an der Hamburg Media School. Der Kurzfilm gewann im Jahr 2005 einen Studentenoscar. Bei der Oscarverleihung 2006 war Der Ausreißer in der Kategorie Kurzfilm (Realfilm) nominiert.

## Handlung
Walter befindet sich auf dem Weg zu einem Bewerbungsgespräch. Unterwegs trifft er auf den sechsjährigen Yuri. Dieser behauptet, er wäre der Sohn von Walter. Er verlangt von Walter, dass er ihn zur Schule bringt. Walter möchte zum einen die Situation geklärt wissen und zum anderen den nervigen Yuri möglichst schnell wieder loswerden. Es stellt sich heraus, dass Yuris Mutter, eine gewisse Kathrin, tatsächlich einmal eine Affäre mit Walter hatte. Aber Kathrin ist nicht aufzufinden.

## Auszeichnungen
- Student Academy Awards 2005: Honorary Foreign Film Award
- Oscarverleihung 2006: nominiert in der Kategorie Kurzfilm (Realfilm)